# Muckrach Castle

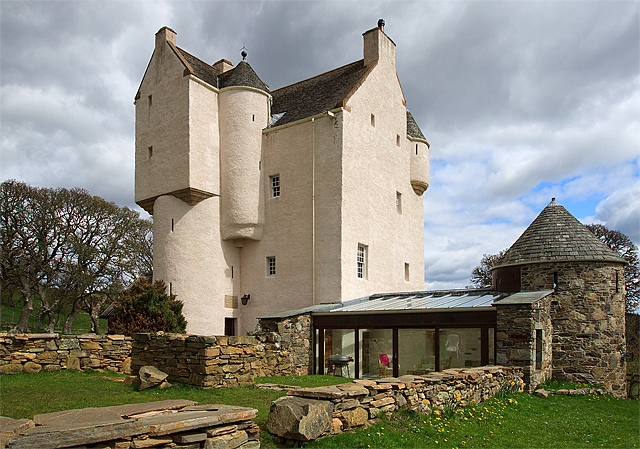
Muckrach Castle

Muckrach Castle ist ein Tower House nahe der schottischen Ortschaft Dulnain Bridge in der Council Area Highland. 1971 wurde das Bauwerk in die schottischen Denkmallisten in der höchsten Denkmalkategorie A aufgenommen.

## Geschichte

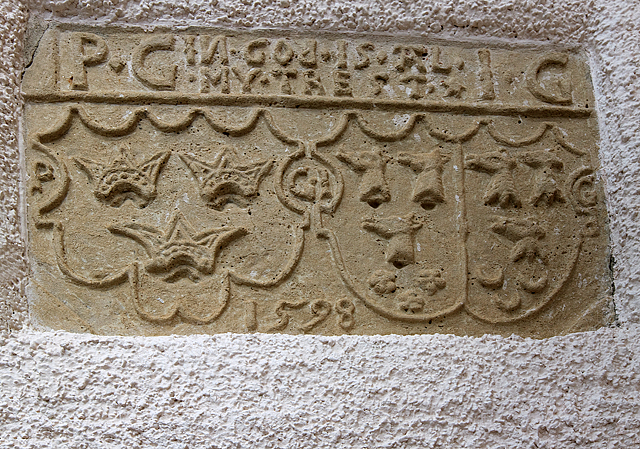
Platte oberhalb des Portals

Das Gut Muckrach befand sich im 16. Jahrhundert im Besitz des Lairds John Grant of Freuchie aus dem Clan Grant. 1583, zwei Jahre vor seinem Tod, übergab er es an seinen zweiten Sohn und Erben Patrick Grant, der 1626 von König Jakob VI. zum Ritter geschlagen wurde. Dieser ließ das Tower House im Jahre 1598 errichten. Es diente als Sitz der Grants of Rothiemurchus. 1966 wurde das leerstehende Gebäude als Ruine beschrieben. In den 1980er Jahren wurde es schließlich restauriert. Ian Begg leitete die Arbeiten. Das restaurierte Tower House wird nun als Ferienwohnung angeboten.

## Beschreibung
Muckrach Castle steht etwa einen Kilometer westlich von Dulnain Bridge oberhalb des Tals des Dulnain. Abseits verläuft die A938. Der dreigeschossige Wehrturm weist einen länglichen Grundriss auf. Sein Feldstein-Mauerwerk ist mit Harl verputzt. Aus der Westfassade tritt ein gerundeter Treppenturm heraus. Im zweiten Obergeschoss kragt dieser aus und ist rechteckig fortgeführt. Im Innenwinkel kragt ein Rundturm mit Kegeldach aus. Oberhalb des Hauptportals unterhalb des Turms ist eine ornamentierte Platte eingelegt. Neben den Familienwappen zeigt sie das Baujahr 1598 im Zusammenhang mit den Monogrammen „PG“ (Patrick Grant) und „IG“ (Jean Grant) und trägt die Inschrift „In God is al my Trest“. Von der Südostkante kragt eine Ecktourelle mit Schießscharten aus. Im ersten Obergeschoss ist in die Südfassade ein größeres Fenster eingelassen. Möglicherweise wurde dieses später erweitert. Weitere Fenster sind kleiner dimensioniert und unregelmäßig verteilt. Heute sind vier- oder zwölfteilige Sprossenfenster eingelassen. Die Dächer von Muckrach Castle sind mit Schiefer gedeckt.
An der Südseite ist ein eingeschossiger Rundturm vorgelagert, der einst Teil der Befestigung war und durch eine Mauer mit dem Tower House verbunden ist.